# Jasper More
Sir Jasper More, JP, DL (* 31. Juli 1907 in Chelsea, London; † 28. Oktober 1987 in Clun, Shropshire) war ein britischer Politiker der Conservative Party, der unter anderem zwischen 1960 und 1979 Mitglied des House of Commons war und von 1970 bis 1971 Vice-Chamberlain of the Royal Household war.

## Leben
Jasper More war der Sohn von Thomas Jasper Mytton More († 1947) und Lady Norah Browne (1873–1948), eine Tochter von Henry Browne, 5. Marquess of Sligo (1831–1913). Dadurch war er unter anderem auch Neffe von George Browne, 6. Marquess of Sligo (1856–1935), Arthur Browne, 8. Marquess of Sligo (1867–1951) und Terence Browne, 9. Marquess of Sligo (1873–1952) sowie ein Cousin von Ulick Browne, 7. Marquess of Sligo (1898–1941). Er selbst absolvierte nach dem Besuch des renommierten 1440 gegründeten Eton College ein Studium der Rechtswissenschaften am King’s College der University of Cambridge und nahm nach sein anwaltlichen Zulassung bei der Anwaltskammer (Inns of Court) von Lincoln’s Inn 1930 eine Tätigkeit als Barrister auf, die er bis 1939 ausübte. 1931 erhielt er zudem seine Zulassung bei der Anwaltskammer von Middle Temple und war dort zudem 1932 als Harmsworth Law Scholar tätig.
Während des Zweiten Weltkrieges arbeitete More zunächst zwischen 1939 und 1942 als Zivilbeschäftigter für Leichtmetallkontrolle im Ministerium für wirtschaftliche Kriegsführung (Ministry of Economic Warfare) und im Ministerium für Flugzeugproduktion (Ministry of Aircraft Production). 1943 wurde er Offizier im juristischen Dienst und fand daraufhin von 1943 bis 1945 Verwendungen bei der Alliierten Kommission in Italien, der Achten US-Armee (Eighth United States Army) sowie der Fünften US-Armee (Fifth United States Army). Danach war er 1946 noch Rechtsberater der britischen Militärverwaltung der Dodekanes, eine Inselgruppe in der östlichen Ägäis, und war daraufhin als Farmer und Landbesitzer tätig. Er wurde 1950 Friedensrichter JP (Justice of the Peace) sowie 1955 Deputy Lieutenant DL der Grafschaft Shropshire. Zudem war er für die Conservative Party von 1958 bis 1970 sowie erneut zwischen 1973 und 1985 Mitglied des Rates (County Council) der Grafschaft Shropshire.
Nach dem Tode des bisherigen konservativen Abgeordneten Christopher Holland-Martin am 5. April 1960 wurde Jasper More, der auch Mitglied des konservativen Monday Club war, bei der dadurch notwendigen Nachwahl im Wahlkreis „Ludlow“ am 16. November 1960 erstmals zum Mitglied des House of Commons gewählt und vertrat diesen Wahlkreis bis zur Unterhauswahl am 3. Mai 1979, woraufhin sein Parteifreund Eric Cockeram zum neuen Abgeordneten für diesen Wahlkreis gewählt wurde. Während dieser Zeit war er zwischen Februar und Oktober 1964 stellvertretender Parlamentarischer Geschäftsführer (Assistant Whip) der Fraktion der regierenden Conservative Party sowie im Anschluss von 1964 bis 1970 Parlamentarischer Geschäftsführer der nunmehr oppositionellen konservativen Tory-Fraktion im Unterhaus. Nach dem Sieg der Conservative Party bei der Unterhauswahl am 18. Juni 1970 wurde er Nachfolger von Alan Fitch als Vice-Chamberlain of the Royal Household und fungierte damit bis zu seiner Ablösung durch Bernard Weatherill 1971 als Stellvertreter des Oberkammerherrn (Lord Chamberlain of the Household). Nach seinem Ausscheiden aus dem Unterhaus wurde er für seine Verdienste am 31. Oktober 1979 als Knight Bachelor (Kt) geadelt, so dass er fortan das Prädikat „Sir“ führte.
Seine 1944 geschlossene Ehe mit Clare Mary Hope-Edwardes, deren Vater Vincent Coldwell als Hauptmann im 4th Indian Cavalry Regiment diente, blieb kinderlos.

## Veröffentlichungen
- The saving of income tax, surtax and death duties, 1935
- The Land of Italy, 1949
- The Mediterranean, 1956
- A Tale of Two Houses, 1978
- The Land of Egypt, 1980
- Shell Guide to English Villages, Mitautor, 1980

## Hintergrundliteratur
- Robert Copping: The Monday Club – Crisis and After, London 1975